# Ред-Гук (селище, Нью-Йорк)
Ред-Гук (англ. Red Hook) — селище (англ. village) в США, в окрузі Дачесс штату Нью-Йорк. Населення — 1975 осіб (2020).

## Географія
Ред-Гук розташований за координатами 41°59′45″ пн. ш. 73°52′37″ зх. д. / 41.99583° пн. ш. 73.87694° зх. д. (41.995939, -73.876929).  За даними Бюро перепису населення США в 2010 році селище мало площу 2,89 км², з яких 2,86 км² — суходіл та 0,03 км² — водойми.

## Демографія
Згідно з переписом 2010 року, у селищі мешкала 1961 особа в 891 домогосподарстві у складі 481 родини. Густота населення становила 679 осіб/км².  Було 947 помешкань (328/км²).
Расовий склад населення:
| - 91,4 % — білих - 3,5 % — азіатів - 1,0 % — чорних або афроамериканців - 0,3 % — корінних американців - 2,7 % — осіб інших рас |

До двох чи більше рас належало 1,2 %. Частка іспаномовних становила 6,5 % від усіх жителів.
За віковим діапазоном населення розподілялося таким чином: 19,5 % — особи молодші 18 років, 60,7 % — особи у віці 18—64 років, 19,8 % — особи у віці 65 років та старші. Медіана віку мешканця становила 42,7 року. На 100 осіб жіночої статі у селищі припадало 87,5 чоловіків;  на 100 жінок у віці від 18 років та старших — 84,2 чоловіків також старших 18 років.
Середній дохід на одне домашнє господарство  становив 71 851 долар США (медіана — 50 153), а середній дохід на одну сім'ю — 93 658 доларів (медіана — 78 229). Медіана доходів становила 51 467 доларів для чоловіків та 36 944 долари для жінок. За межею бідності перебувало 13,6 % осіб, у тому числі 2,8 % дітей у віці до 18 років та 6,3 % осіб у віці 65 років та старших.
Цивільне працевлаштоване населення становило 858 осіб. Основні галузі зайнятості: освіта, охорона здоров'я та соціальна допомога — 37,3 %, мистецтво, розваги та відпочинок — 13,6 %, науковці, спеціалісти, менеджери — 10,1 %, роздрібна торгівля — 7,6 %.